# Le Poisson-Clown
Clownfisch, im französischen Original Le Poisson-Clown, ist eine vierbändige Comicreihe von David Chauvel und dem Zeichner Fred Simon. Der erste Band Happy erschien 1997 beim französischen Delcourt-Verlag und wurde 1998 bei Carlsen in deutscher Übersetzung herausgebracht. Die deutschen Ausgaben der drei weiteren Bände Christina, Aidan und Chas wurden ab 2002 von Kombinat Comics herausgegeben. Die Serie ist beendet.

## Handlung

### Happy
1952: Der junge Happy Wimbush zieht nach dem Tod seines Vaters in Henryetta zu seinem Bruder Chas in Denver. Kurz nach seiner Ankunft begegnet Happy im Hotel dem Polizisten Aidan Codikow, der dort eine Prostituierte besuchte. Aidan fragt ihn über seinen Bruder aus. Schon bald findet Happy heraus, dass sein Bruder Chas zur Mafia gehört, als dieser vor Happys Augen einen Mann erschießt. Die beiden besuchen eines Abends den Sicherheitschef der First Bank, John Williams, der ihnen unter Druck einen todsicheren Einbruchsplan in die Bank liefert. Happy beginnt an der Freundlichkeit von Aidan Codikow zu zweifeln, als dieser aggressiv wird und von Happy den Einbruchsplan verlangt. Daraufhin lässt Happy Aidan alleine zurück. Noch am gleichen Abend wird Happy zu einem Treffen der Nicieza-Familie eingeladen, wo er Ernesto Nicieza, seinen Sohn Lucky, dessen Frau Christina, den Gangster Guido Cariello und seine Frau Debbie und den Rest des Syndikats kennenlernt, für das Happys Bruder Chas arbeitet. Sie planen den Einbruch in die Bank, wobei Happy der Fahrer sein sollte. Als Happy die Polizei kommen hört, fährt er in die nächste Seitenstraße, wo er auf Lucky Nicieza und einen durch Bomben geschützten Diamantenkoffer stößt. In letzter Minute fliehen die beiden, worauf Lucky Happy eröffnet, dass sein Bruder wahrscheinlich tot wäre. Lucky gibt Happy den Befehl, in einem Hotel in Boulder mit dem Diamantenkoffer zu warten, bis Luckys Frau Christina und Debbie Cariello ihn wieder abholen kommen. Da der letzte Bus nach Boulder bereits abgefahren ist, wird Happy vom Handelsreisenden Edmund Weiner mitgenommen. Happy lässt aber den Koffer in Weiners Auto liegen, und als Christina und Debbie ihn abholen kommen, steht er mit leeren Händen da.
Der erste Teil ist sehr stark von Denver geprägt, es gibt einen steten Wechsel zwischen den Treffen von Happy und seinem Bruder Chas, den Gesprächen zwischen Happy und Aidan Codikow und Rückblenden, die ein ungeklärtes Familiendrama andeuten.

### Christina
Kurz nachdem Lucky Nicieza Happy den Diamantenkoffer übergeben hat, wird er von seiner Frau Christina erschossen. Christina und die inzwischen ebenfalls verwitwete Debbie Cariello fahren nach Boulder, um Happy den Koffer abzunehmen. Da Happy den Koffer jedoch in Weiners Auto liegen ließ, dreht Christina durch und fesselt Happy und Debbie im Hotelzimmer. Jetzt beginnt die für die späteren Bände typische geteilte Storyline. Während Christina nach längerem Suchen endlich das Haus von Weiner findet und herausbekommt, dass Weiners Sohn gerade mit dem Auto und dem noch darin liegenden Koffer auf einem Maskenball ist, können Happy und Debbie sich befreien und beschließen, Christina zu suchen. Happy und Debbie schlafen während der Nacht bei einem schwarzen Farmer. Zu dieser Zeit überfällt Christina ein hilfloses, als Schneewittchen verkleidetes Mädchen, um dessen Kostüm zu bekommen und Zutritt zum Maskenball zu erhalten. Dort trifft sie auf Michael Weiner, mit dem sie ins Auto geht. Willy, der Freund des Mädchens mit dem Schneewittchen-Kostüm, verwechselt Christina mit seiner Freundin und versucht, während die beiden anderen alleine sind, ihr Auto in den Fluss zu schieben. Es entsteht eine wilde Verfolgungsjagd, wobei Christina sich noch gerade mit dem Koffer in Sicherheit bringen kann. Aber als Christina ihn öffnet, findet sie nur einen Stapel Krawatten vor. Sie fährt zurück ins Hotel, wo ein großer, für den Leser nicht erkennbarer Unbekannter auf sie wartet und sie zwingt, ihre Geschichte zu erzählen. In diesem Moment fährt der schwarze Farmer Happy und Debbie zu Weiners Haus, wo sie den gefesselten Edmund Weiner und seine Frau auftreffen. Debbie schlägt in Notwehr Michael Weiner nieder, der nach Hause kommt. Happy findet den Diamantenkoffer jedoch in Weiners Hausflur, und sie beschließen, den Koffer gegen ihre Freiheit bei Ernesto Nicieza einzutauschen. Während sich der große Unbekannte bei Christina als Aidan Codikow herausstellt, er Christina als Geisel nimmt und die Weiners verhört, werden Happy und Debbie auf einem Bauernhof von den Killern von Ernesto Nicieza in die Falle geführt. Retten tut sie schließlich Aidan Codikow, der sie aber gerade danach von den Bauern abführen lässt und den Koffer an sich nimmt. Da weder er noch Christina aber den Code kennen, können sie den Koffer nicht ohne das Zünden der Bombe öffnen, und sie entwerfen einen Plan.
Der zweite Band ist beeinflusst durch die zwei Storylines, die sich durch den Band ziehen. Die Storyline mit Christina wird von Christina persönlich erzählt, auf Drängen des dort noch nicht erkennbaren Aidan Codikow im Hotelzimmer. Die zweite Storyline wird parallel dazu erzählt, und erst am Schluss treffen die beiden Storylines aufeinander und teilen sich dann wieder neu auf.